# Fuerteventura (sopka)
Fuerteventura je název menšího vulkanického komplexu lávových dómů, proudů a struskových kuželů, pokrývajícího větší část ostrova stejného jména v Kanárských ostrovech..
Komplex nemá doloženy žádné erupce v historických záznamech, ani přesněji určený věk datováním, ale horniny jsou nejpravděpodobnější pleistocenního až holocenního stáří. Nejmladší horniny se vyskytují v severní a centrální části ostrova.

## Seznam vulkanických fenoménů
- Struskové kužely
  - Montana de la Arena
  - Montana Bermeja
  - Calderas Blancas
  - Montana Caiman
  - Montana de la caldereta
  - Montana de Escangraga
  - Montana Piedra del Sal
  - Montana Quemada
  - Calderilla de Roja
  - Montana de los Saltos
  - Montana de San Andres
  - Montana Tamacite
  - Montana Temerejeque
  - Montana Tindaya
  - Montana Tirba
- Krátery
  - Caldera de los Arrabales
  - Bayuyo
  - Las Calderas
  - La Calderita
  - Caldera Encantada
  - Caldera de Gairo
  - Calderon Hondo
  - Caldera de Laguna
  - Caldera de Liria
  - Isla de Lobos
  - Caldera de Rebanada